# Steuerbescheinigung
Eine Steuerbescheinigung wird gemäß deutschem Steuerrecht vom Schuldner des Kapitalertrags oder der Zahlstelle (Bank oder Sparkasse) für den Gläubiger ausgestellt, falls von diesem Kreditinstitut bei der Gutschrift von Kapitalerträgen Kapitalertragsteuer und Solidaritätszuschlag einbehalten oder abgeführt worden sind.
Die Steuerbescheinigung bezieht sich nicht auf die ggf. zu zahlenden Steuern (im Gegensatz zur Jahresbescheinigung), sondern ist ein Nachweis für bereits gezahlte Steuern. Diese werden auf den mit dem Einkommensteuerbescheid festgesetzten Steuerbetrag angerechnet (§ 36 Absatz 2 Nr. 2 Einkommensteuergesetz (EStG)).
Mit der Einführung der Abgeltungsteuer auf Kapitalerträge im Jahre 2009 ist die Ausstellung und Vorlage einer Steuerbescheinigung nur noch dann erforderlich, wenn der Steuerpflichtige seine Kapitalerträge durch das Finanzamt steuerlich veranlagen lassen möchte. Auf Antrag können zum Beispiel bei der Steuererklärung Kapitalerträge mit dem persönlichen Steuersatz versteuert werden. Dies ist für Personen mit einem Steuersatz von unter 25 % (Abgeltungssteuersatz) sinnvoll. In diesem Fall ist dem Finanzamt die Steuerbescheinigung im Original vorzulegen, eine Erträgnisaufstellung ist nicht ausreichend. Die Steuerbescheinigung für Kapitalerträge wird vom Schuldner des Kapitalertrags oder der auszahlenden Stelle (Bank oder Sparkasse) in der Regel nur noch auf Antrag des Gläubigers ausgestellt, wobei abweichend vom Gesetzeswortlaut inzwischen die meisten Banken die Steuerbescheinigung auch ohne besondere Aufforderung zur Verfügung stellen.
Die Ausstellung einer Steuerbescheinigung ist jedoch verpflichtend auch in den Fällen, in denen kein Steuerabzug durch das Kreditinstitut vorgenommen wurde (§ 45a Absatz 2–4 EStG). Dies liegt darin begründet, dass die Steuerbescheinigung die Besteuerungsgrundlagen enthält, zu denen (unter anderem auch, aber nicht ausschließlich) bereits abgeführte Steuerbeträge gehören.
Die Erstellung der Jahressteuerbescheinigung erfolgt entweder automatisch oder auf Antrag des Kunden verpflichtend nach Ablauf des Jahres.
Nach einer Stellungnahme der Finanzverwaltung aus dem Jahr 2011 soll nach Einführung der Vorausgefüllten Steuererklärung „mittelfristig die Möglichkeit einer elektronischen Steuerbescheinigung geprüft werden […], die die Banken dann auch auf direktem Wege an die Finanzverwaltung übermitteln können sollen“.
Ergänzend zur Jahressteuerbescheinigung stellen die Kreditinstitute noch Erträgnisaufstellungen aus.